# Gran Premi d'Espanya de Motocròs 250cc 1978
L'edició de 1978 del Gran Premi d'Espanya de Motocròs 250cc fou la 17a d'aquesta prova. Organitzat per la Penya Motorista 10 x Hora, el Gran Premi era la primera prova del Campionat del Món d'aquell any i tingué lloc el cap de setmana del 8 i 9 d'abril al Circuit del Vallès, en terrenys de l'antiga Mancomunitat Sabadell-Terrassa (actualment dins el terme municipal de Terrassa). Hi participaren 50 pilots de 18 països diferents (quatre dels quals catalans) i hi assistiren nombrosos
Els fabricants catalans superaren en aquesta edició l'èxit de l'anterior, ja que si el 1977 Montesa i Bultaco havien ocupat els llocs primer i tercer del podi, el 1978 s'aconseguí per primer cop en la història del mundial un podi totalment català pel que fa a les motocicletes: guanyà Harry Everts amb Bultaco, seguit de les Montesa de Jean-Paul Mingels i Torao Suzuki.

## Patrocinadors
Les principals empreses i entitats patrocinadores de la prova varen ser aquestes:
| - Banco de Vizcaya - Pirelli - Coca-Cola - Ricard | - Lubricants ERTOIL - Carburadors Bing (Carbuberibar, S.A.) - Equipomotores Mahle - Clice |

## Horaris
| Dia      | Hora inici | Hora final | Programa                                                       |
| -------- | ---------- | ---------- | -------------------------------------------------------------- |
| Dissabte | 14:00      | 14:25      | Entrenaments pilots Sènior i Júnior 250cc                      |
| Dissabte | 14:30      | 14:55      | Entrenaments Trofeu Montesa                                    |
| Dissabte | 15:00      | 15:25      | Mànega classificatòria pilots Sènior i Júnior 250cc (6 voltes) |
| Dissabte | 15:30      | 15:55      | Mànega classificatòria Trofeu Montesa (6 voltes)               |
| Dissabte | 16:00      | 16:25      | Entrenaments pilots internacionals                             |
| Dissabte | 16:30      | 16:55      | Primera mànega pilots Sènior i Júnior 250cc                    |
| Dissabte | 17:00      | 17:40      | Primera mànega Trofeu Montesa                                  |
| Dissabte | 17:40      | 18:10      | Entrenaments pilots internacionals                             |
|          |            |            |                                                                |
| Diumenge | 8:30       | 9:30       | Entrenaments pilots internacionals                             |
| Diumenge | 9:40       | 10:15      | Segona mànega pilots Sènior i Júnior 250cc                     |
| Diumenge | 10:20      | 10:50      | Presentació dels pilots internacionals                         |
| Diumenge | 11:05      | 11:55      | Primera Mànega GP d'Espanya 250cc                              |
| Diumenge | 12:20      | 13:00      | Segona mànega Trofeu Montesa                                   |
| Diumenge | 13:10      | 13:55      | Segona Mànega GP d'Espanya 250cc                               |

1. ↑  La prova del Trofeu Montesa estava reservada a pilots Júnior, que hi havien de participar amb el model Cappra VB de 125cc

## Participants

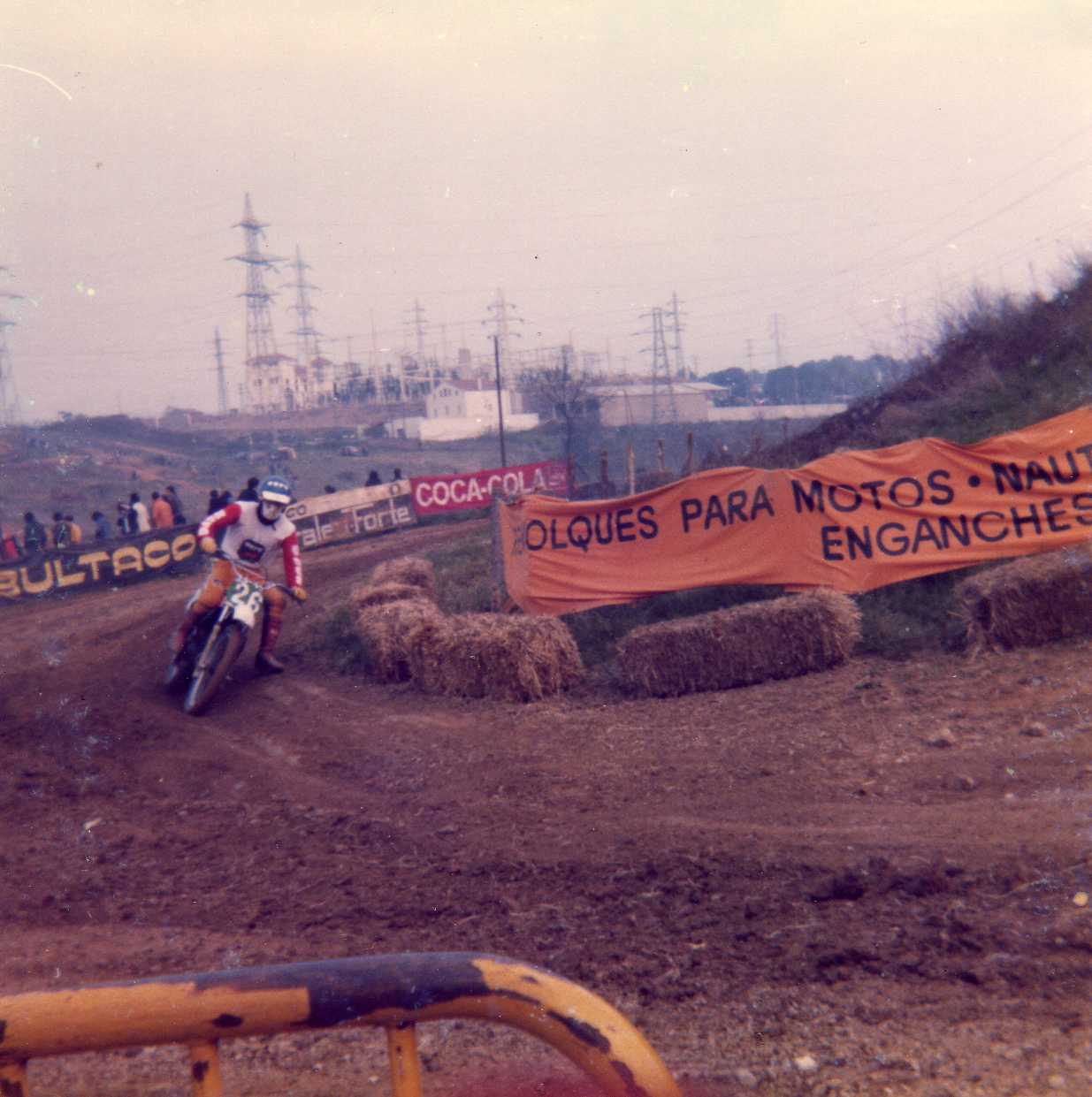
Randy Muñoz amb la Montesa Cappra durant els entrenaments de diumenge al matí

A l'edició de 1978 s'hi varen presentar tots els equips dels fabricants que en aquell moment competien al mundial, els principals dels quals eren aquests:
| - Maico - Puch - Bultaco - Montesa - OSSA - KTM - Kawasaki | - Suzuki - Yamaha - Husqvarna - ČZ - Beta - Harley-Davidson |

## Entrenaments
| Posició | No. | Pilot        | Motocicleta | Temps  |
| ------- | --- | ------------ | ----------- | ------ |
| 1       | 4   | Harry Everts | Bultaco     | 2:41.6 |

Pel que fa als pilots catalans (Toni Elías, Randy Muñoz, Albert Ribó i Ignasi Bultó), tots ells rodaren entre 5 i 7 segons més lents que Everts.

## Curses

### Primera mànega
| Posició | No. | Pilot               | Motocicleta |
| ------- | --- | ------------------- | ----------- |
| 1       | 4   | Harry Everts        | Bultaco     |
| 2       | 7   | Raymond Boven       | Montesa     |
| 3       | 11  | Torleif Hansen      | Kawasaki    |
| 4       | 43  | Neil Hudson         | Maico       |
| 5       | 2   | Vladimir Kavinov    | KTM         |
| 6       | 8   | Jean-Paul Mingels   | Montesa     |
| 7       | 16  | Fritz Schneider     | Sachs       |
| 8       | 33  | Patrick Boniface    | KTM         |
| 9       | 27  | Albert Ribó         | Montesa     |
| 10      | 19  | Jean-Claude Laquaye | Bultaco     |

### Segona mànega
| Posició | No. | Pilot             | Motocicleta |
| ------- | --- | ----------------- | ----------- |
| 1       | 12  | Håkan Carlqvist   | Husqvarna   |
| 2       | 39  | Torao Suzuki      | Montesa     |
| 3       | 5   | Hans Maisch       | Maico       |
| 4       | 1   | Guennady Moiseev  | KTM         |
| 5       | 15  | Rolf Dieffenbach  | Kawasaki    |
| 6       | 44  | Rob Hooper        | Maico       |
| 7       | 8   | Jean-Paul Mingels | Montesa     |
| 8       | 4   | Harry Everts      | Bultaco     |
| 9       | 9   | Jaroslav Falta    | ČZ          |
| 10      | 25  | Toni Elías        | Bultaco     |

## Classificació final
| Posició | Pilot             | Motocicleta | Punts (GP) | Punts (Mundial) |
| ------- | ----------------- | ----------- | ---------- | --------------- |
| 1       | Harry Everts      | Bultaco     | 9          | 18              |
| 2       | Jean-Paul Mingels | Montesa     | 13         | 8               |
| 3       | Torao Suzuki      | Montesa     | 14         | 12              |
| 4       | Rolf Dieffenbach  | Kawasaki    | 18         | 6               |
| 5       | Patrick Boniface  | KTM         | 19         | 3               |
| 6       | Rob Hooper        | Maico       | 22         | 5               |
| 7       | Raymond Boven     | Montesa     | 24         | 12              |
| 8       | Guennady Moiseev  | KTM         | 24         | 8               |
| 9       | Albert Ribó       | Montesa     | 25         | 2               |
| 10      | Erkki Sundstrom   | Husqvarna   | 28         | -               |